# アメデーオ・ディ・サヴォイア＝アオスタ (1943-2021)
アメデーオ・ディ・サヴォイア＝アオスタ（イタリア語: Amedeo di Savoia-Aosta、1943年9月27日 - 2021年6月1日）は、イタリアの旧王族。2006年7月7日より旧イタリア王家であるサヴォイア家家長の地位を主張し、それまでの儀礼称号であった「アオスタ公」に代えて「サヴォイア公」を名乗った。また第二次世界大戦中に短期間存在したクロアチア独立国の王位請求者でもあり、クロアチア王位の相続人としてはズヴォニミル2世（クロアチア語: Zvonimir II.）と名乗っている。

## 経歴

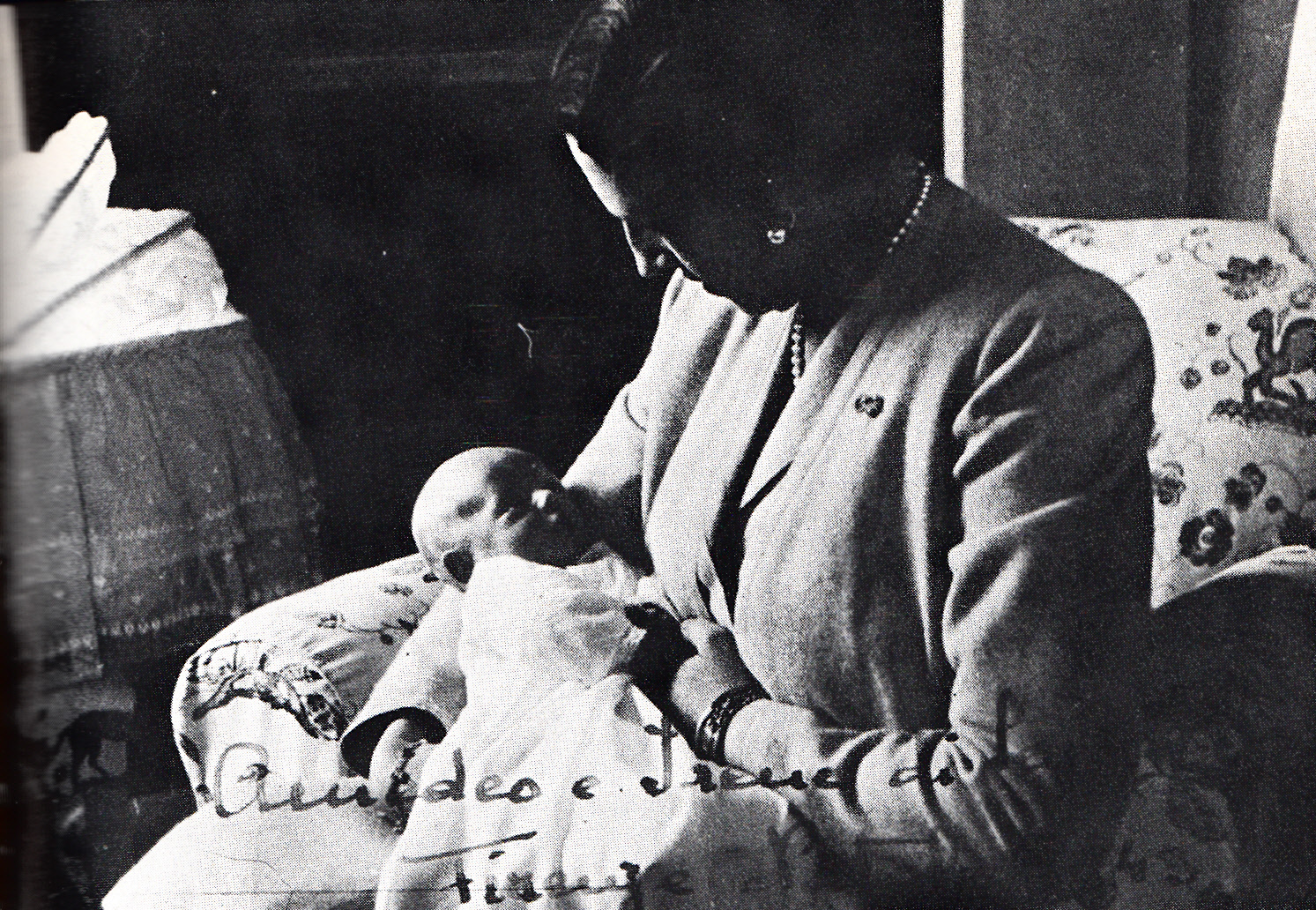
アメデーオ（1943年）

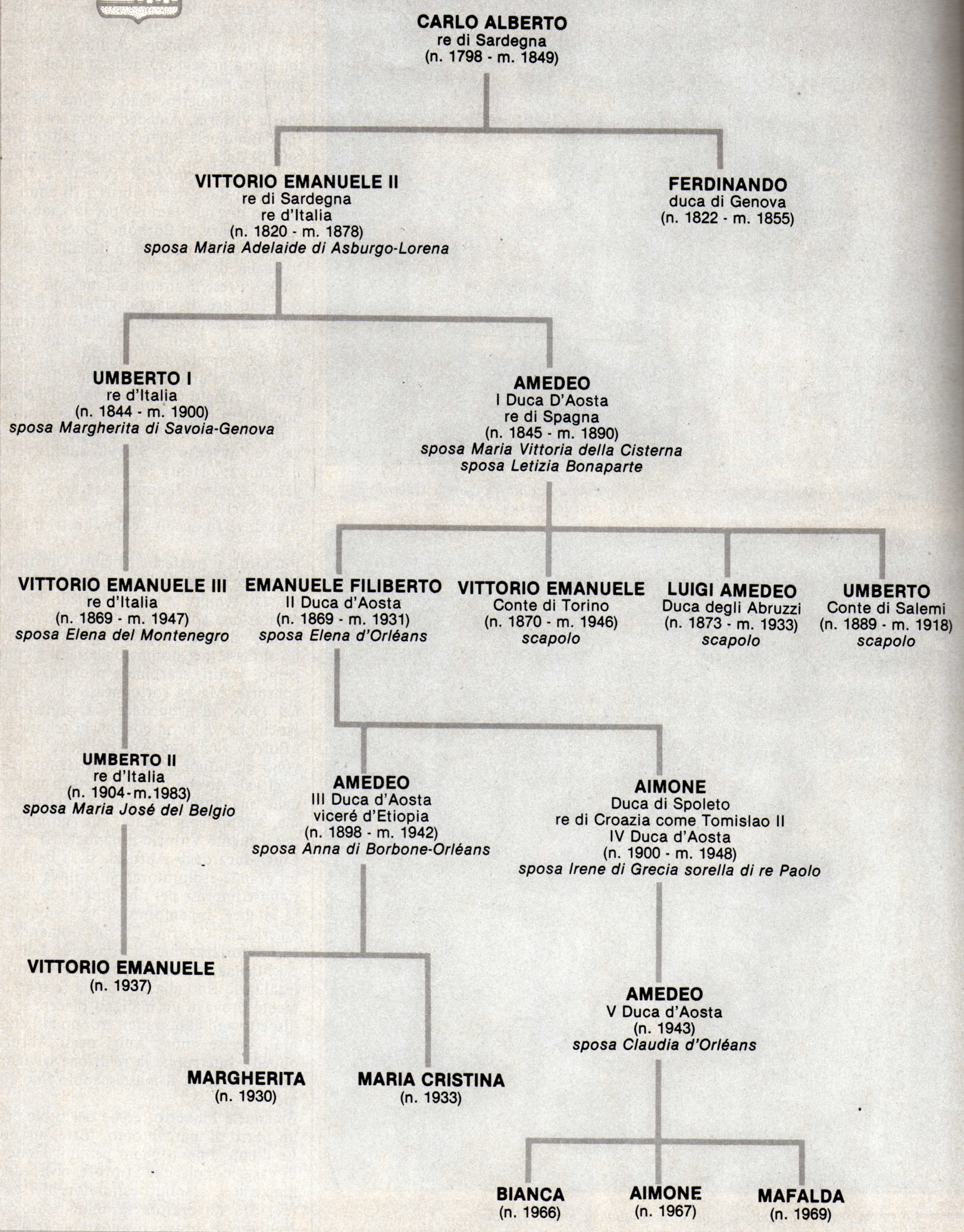
サヴォイア家の家系図

スポレート公および第4代アオスタ公アイモーネと、その妻のギリシャ王女イレーネとの間の一人息子として、フィレンツェのヴィラ・デッラ・チステルナで生まれた。父アイモーネは枢軸国が建国した傀儡国家クロアチア独立国の名目上の国王「トミスラヴ2世」となっていた。アメデーオが生まれる3週間前に、イタリアは連合国に降伏していた。イタリアの同盟国だったドイツはイタリアを占領するべく侵攻を開始した。生まれたばかりのアメデーオは母、伯母、2人の従姉と一緒にドイツ軍に捕えられ、オーストリアの強制収容所に送り込まれたが、後に連合国軍によって解放された。
1948年に父が死去すると、4歳で第5代アオスタ公爵、チステルナおよびベルリグアルドの公、ヴォゲーラ侯爵、ポンデラーノ伯爵の爵位を継承した。ヴェネツィアのモロシーニ海軍士官学校を卒業後、イギリスに留学した。さらに帰国してリヴォルノ海軍大学に入学、同校を卒業してイタリア海軍に士官として入隊した。
現在、トスカーナ地方の都市カスティリオン・フィボッキの郊外にあるサン・ロッコ村で、2番目の妻シルヴィアと一緒に暮らしている。アメデーオは農業関係の幅広い事業に携わっており、自らの家名を冠したワイン「ヴィーニ・サヴォイア＝アオスタ（Vini Savoia-Aosta）」を製造・販売してもいる。2003年から2006年までは、ナポリ湾に浮かぶヴィヴァラ島の環境保護活動を行う団体の総裁を務めていた。

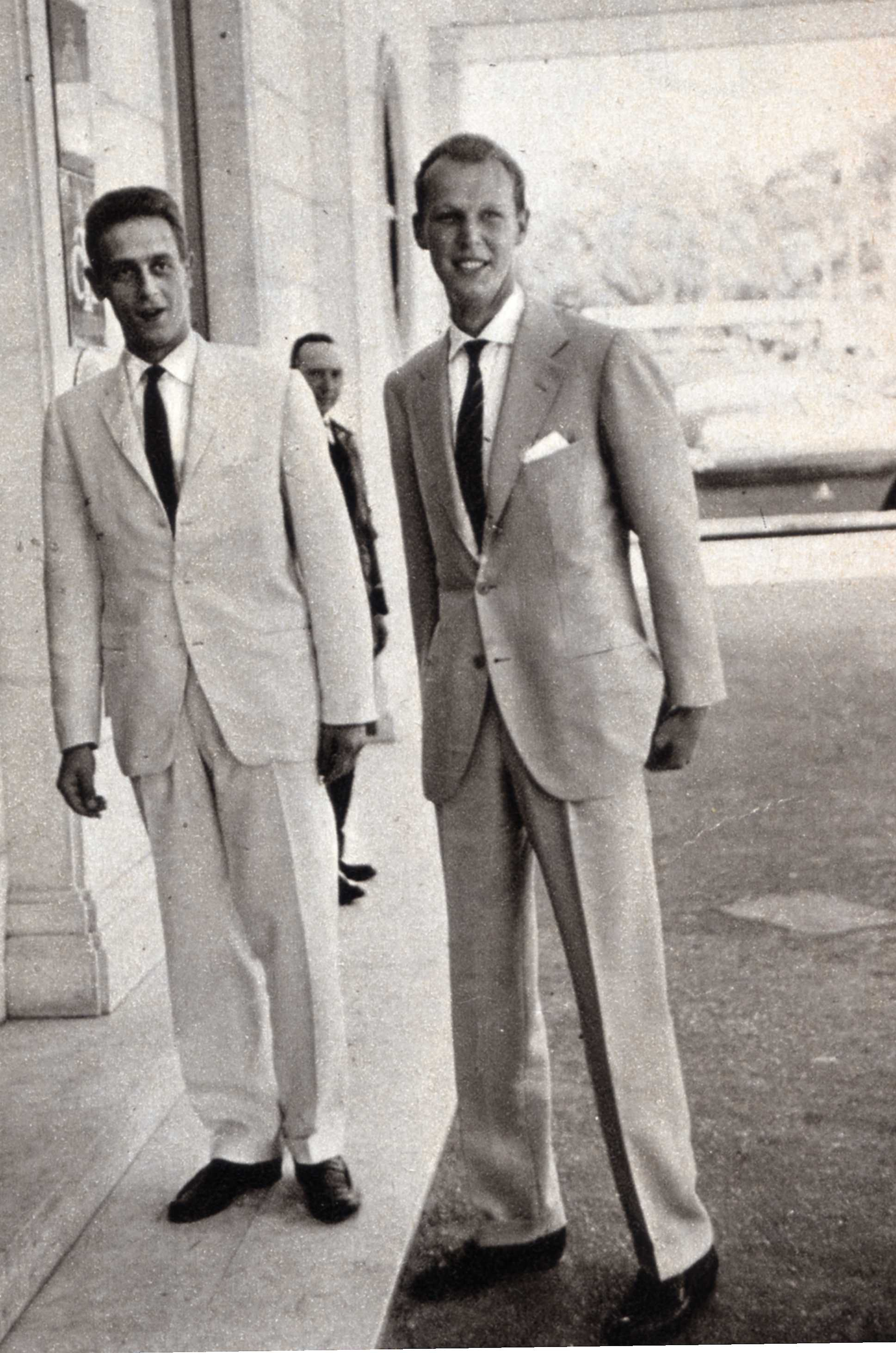
のちに対立することになるアメデーオと元王太子ヴィットーリオ・エマヌエーレ（1964年）

2006年7月7日、アメデーオは自分が「サヴォイア家家長でありサヴォイア公である」との宣言を行った。この宣言は元王太子であるヴィットーリオ・エマヌエーレが逮捕された直後に行われた。アメデーオの主張するところでは、「ヴィットーリオ・エマヌエーレ元王太子は1971年に父王ウンベルト2世の許しを得ずに結婚をした時点でイタリア王家の家督相続者としての地位を喪失していた」という。
これに対してヴィットーリオ・エマヌエーレとその息子エマヌエーレ・フィリベルトは、司法の場に訴えてアメデーオに「サヴォイア公」の称号を使うのを止めさせようと動いた。この件に関する最初の審理は2008年6月6日に開かれた。王制支持者組織である「イタリア王国元老院会議」の総裁であるアルド・アレッサンドロ・モラはアメデーオの主張を支持したが、これに同調した「元老院」メンバーは、62人中わずかに9人であった。アメデーオの支持者の中には、ヴィットーリオ・エマヌエーレの実妹であるマリーア・ガブリエッラ元王女がいる。ただしアメデーオによるイタリア王家家長位の請求は、元王太子であるヴィットーリオ・エマヌエーレを支持する君主制支持者たちから非難を受けてもいる。
その後、ヴィットーリオ・エマヌエーレはイタリア共和国政府との間に協定を結び、王政復古の否定を宣言することと引き換えにイタリアへ帰還する権利を得た。しかし、王政復古の否定は、ヴィットーリオ・エマヌエーレとアオスタ派との対立を決定的にし、両者の対立はイタリアの王党派組織を巻き込んだものにまで発展していった。2004年5月21日、スペインのフェリペ王太子（のちの国王フェリペ6世）とレティシア妃の結婚式に招待されたアメデーオは、晩餐会の席上でヴィットーリオ・エマヌエーレと口論となった。激昂したヴィットーリオ・エマヌエーレはアメデーオの顔面を殴り飛ばし、アメデーオは鼻血を出してその場に倒れ、階段を転げ落ちた（アオスタ公アメデーオ殴打事件）。
アメデーオはウンベルト2世から聖アヌンツィアータ騎士団の騎士に叙せられているほか、聖マウリッツィオ・ラザロ勲章の最高勲章を受章しており、さらに聖ヨハネ騎士団の名誉騎士でもある。また、マリリアーノ、パンテッレリーア、アベトーネの3都市の名誉市民となっている。

## 結婚

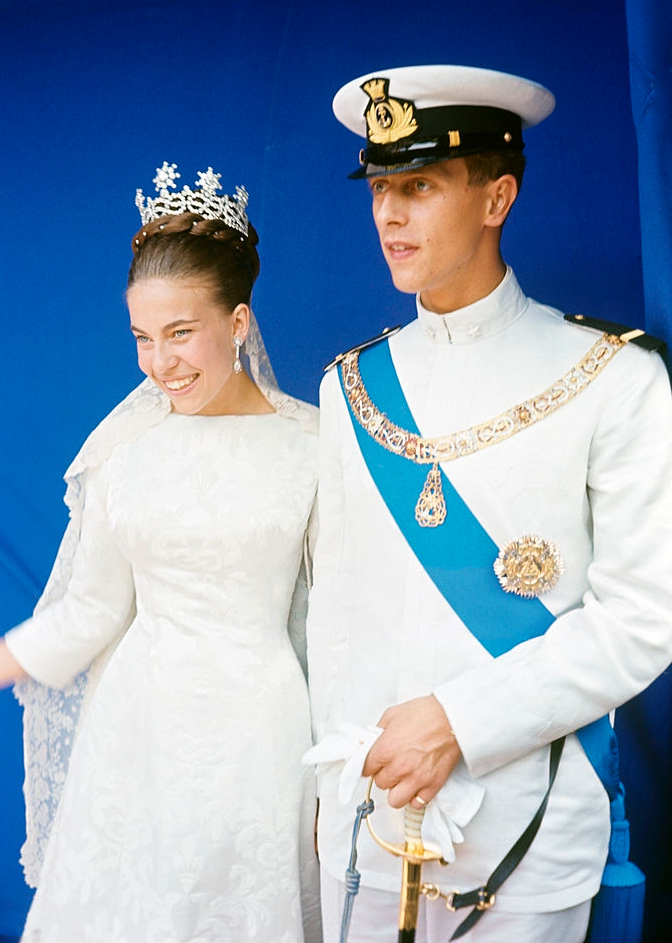
1964年成婚時に撮影されたアメデーオとクロード妃

1964年7月22日、オルレアニストのフランス王位請求者パリ伯爵アンリの五女クロード（クラウディア）と結婚した。夫妻は3人の子女を儲けた。
- ビアンカ・イレーネ・オルガ・エレナ・イザベッラ・フィオレンツァ・マリーア（1966年 - ） - 1988年にアッリヴァベーネ＝ヴァレンティ＝ゴンザーガ伯爵ジルベルトと結婚し、1男4女を儲けている。
- アイモーネ・ウンベルト・エマヌエーレ・フィリベルト・ルイージ・エレナ・マリーア・フィオレンツォ（1967年 - ） - プッリャ公。2008年にギリシャ王女オルガと結婚し、2男1女を儲けている。
- マファルダ・ジョヴァンナ・シャムス・マリーア・フィオレンツァ・イザベッラ（1969年 - ） - 1994年にパラッツォロ公アレッサンドロ・ルッフォ・ディ・カラブリア＝サンタパウと結婚したが、子供を儲けないまま離婚した。2001年に第5代ロンバルド・ディ・サン・キリーコ男爵フランチェスコと再婚し、1男2女を儲けている。

1976年にアメデーオとクラウディアは正式に別居した。夫妻の民事離婚は1982年4月26日に成立したが、カトリック教会による婚姻無効の成立は1987年1月8日まで待たねばならなかった。
1987年3月30日、レッジョヴァンニ侯爵ヴィンチェンツォ・パテルノ・ディ・スペダロットの娘シルヴィアと再婚した。シルヴィアとの間に子供はない。
インチサ・デッラ・ロチェッタ侯爵夫人ネリーナとの間にピエロ・インチサ・デッラ・ロチェッタ（1967年 - ）という非嫡出子を儲けている。ピエロは侯爵夫人の夫の姓を名乗っている。
またキヤラ・ヴァン・エリンフイツェンとの間にもジネヴラ（2006年 - ）という非嫡出の娘を儲けている。ジネヴラはダウン症であった。アメデーオはジネヴラが生まれる前は、娘が生まれたらすぐに認知して養育費を与えることを母親に約束していたが、約束を履行せずに子供のDNA型鑑定を要求した。鑑定の結果、アメデーオは生まれた子供の父親だと確定した。結局アメデーオはジネヴラを認知したが、裁判所の命令が下るまで養育費を支払わなかった。